# Donald W. Reynolds Razorback Stadium
El estadio Donald W. Reynolds Razorback es un estadio de fútbol americano en Fayetteville, Arkansas y es la sede del equipo de Arkansas Razorbacks de la Universidad de Arkansas desde su apertura en 1938. El estadio era conocido anteriormente como Razorback Stadium desde 1941 antes de ser renombrado en 2001 en honor a Donald W. Reynolds , un empresario y filántropo estadounidense. El campo de juego en el estadio se llama Frank Broyles Field, en honor al exentrenador en jefe de fútbol y director deportivo de Arkansas Frank Broyles.
Durante las renovaciones de 2000-2001, el estadio Razorback aumentó la capacidad de asientos de 50 019 a 72 000, con la opción de expandir la capacidad a 76 000 con los asientos de gradas "temporales" en el extremo sur.
- Datos: Q1124181
- Multimedia: Donald W. Reynolds Razorback Stadium / Q1124181